# إدغار برايس
إدغار برايس (بالإنجليزية: E. Hoffmann Price) (و. 1898 – 1988 م) هو كاتب، وروائي، وكاتب خيال علمي أمريكي، ولد في فاولير، فريسنو، كاليفورنيا، توفي في ريدوود، كاليفورنيا، عن عمر يناهز 90 عاماً.

## روابط خارجية
- إدغار برايس على موقع ميوزك برينز (الإنجليزية)